# Dainis Krištopāns
Dainis Krištopāns (født 7. september 1990) er en lettisk håndboldspiller, som i øjeblikket spiller for Paris SG i Frankrig.
Han har også spillet for RK Vardar.